# Туричка
Тури́ця, Тури́чка — річка в Українських Карпатах, у межах Перечинського району Закарпатської області. Права притока Тур'ї (басейн Ужа).

## Опис
Довжина 23 км, площа водозбірного басейну 101 км². Похил річки 47 м/км. Річка типово гірська. Долина вузька і глибока, місцями V-подібна і каньйоноподібна (у верхній течії), у пониззі долина розширюється, з'являється заплава.

## Розташування
Витоки Туриці (декілька потічків) розташовані на північний схід від села Лумшори, на південних схилах гори Лаутанська Голиця і північно-західних схилах масиву Полонина Рівна. Річка тече переважно на південний захід (у середній течії — на південь). Впадає до Тур'ї при північній околиці села Тур'ї Ремети.
- На річці розташована пам'ятка природи — Лумшорські водоспади (Давір, Соловей та інші).